# كاهو (ممثلة)
كاهو (باليابانية: 夏帆) هي عارضة وعارضة أزياء وممثلة يابانية، ولدت في 30 يونيو 1991 بطوكيو في اليابان.

## الأعمال

### أفلام
| السنة | العنوان              | الدور       | م.    |
| ----- | -------------------- | ----------- | ----- |
| 2007  | نسيم لطيف على القرية | سويو ميغيتا | [ 5 ] |
| 2015  | أختنا الصغيرة        | تشيكا كودا  | [ 6 ] |

### مسلسلات
| السنة | العنوان                     | الدور        | م.    |
| ----- | --------------------------- | ------------ | ----- |
| 2013  | مينا! إسبر ديو!             | ميوكي هيرانو | [ 7 ] |
| 2015  | لن افعل مايقوله كوروساكي كن | سوزوني       | [ 8 ] |

## روابط خارجية
- كاهو على موقع IMDb (الإنجليزية)
- كاهو على موقع روتن توميتوز (الإنجليزية)
- كاهو على موقع ألو سيني (الفرنسية)
- كاهو على موقع ميوزك برينز (الإنجليزية)
- كاهو على موقع أول موفي (الإنجليزية)
- كاهو على موقع قاعدة بيانات الفيلم (الإنجليزية)
- كاهو على موقع ليتربوكسد (الإنجليزية)
- كاهو على موقع كينوبويسك (الروسية)